# Jessy Pi
Jessy Pi (Manosque, 24 de setembro de 1993) é um futebolista profissional francês que atua como meia.

## Carreira
Jessy Pi começou a carreira no Toulouse.